# バースカラ2世
バースカラ（Bhāskara、マラーティー語: भास्कराचार्य、1114年 - 1185年）は、インドの数学者で天文学者。7世紀の数学者バースカラ1世と区別するためバースカラ2世 (Bhāskara II) またはバースカラーチャーリヤ（Bhāskarācārya、バースカラ先生の意）とも呼ばれる。南インドの現在のマハーラーシュトラ州ビード県 (Beed district, Maharashtra) にあたる Bijjada Bida でバラモン階級の家に生まれる。当時のインド数学の中心地であったウッジャイン (Ujjain) の天文台の天文台長を務めた。前任者には、ブラーマグプタ（598年 - 665年）やヴァラーハミヒラがいる。西ガーツ山脈地方に住んでいた。

## 人物・生涯
代々、宮廷学者の地位を世襲しており、バースカラの息子やその子孫もその地位を継承していることが記録に残っている。父マヘーシュヴァラ（Maheśvara）は占星術師で、バースカラに数学を教え、バースカラはそれを息子 ローカサムドラ(Lokasamudra) に継承させた。ローカサムドラの息子は1207年に学校設立を助け、そこでバースカラの書いた文書の研究を行った。
バースカラは、12世紀の数学および天文学の発展に大きな業績を残した。主な著書として、『リーラーヴァティ』 (Lilavati) （主に算術を扱っている）、『ビージャガニタ』 (Bijaganita) （代数学）、『シッダーンタ・シローマニ』 (Siddhānta Shiromani) （1150年）がある。『シッダーンタ・シローマニ』は Goladhyaya（球面）と Grahaganita（惑星の数学）の2部構成になっている。

## 伝説
バースカラ2世の算術の本は、彼の娘リーラーヴァティのために書かれたという伝説がある。ペルシア語版の『リーラーヴァティ』に書かれていた物語は、バースカラ2世がリーラーヴァティのホロスコープを研究して占ってみたところ、娘がある特定の時刻に結婚しないと彼女の夫が結婚後間もなく死ぬとでた、というものである。娘にその正しい時刻を警告するため、バースカラ2世は水の入った容器を置き、その上に底に小さな穴の開いたカップを浮かべ、ちょうどよい時刻にカップが沈むように設定した。そして、リーラーヴァティ にはそれに近づかないよう警告した。しかし娘は奇妙に思ってそれを覗き込み、鼻につけていた真珠がカップに落ち、沈み方が変わってしまった。そのため、結婚が間違った時間に執り行われ、彼女は間もなく未亡人となった。
バースカラ2世は、有限の数をゼロで割ると（ゼロ除算）無限大になるという近代的な数学と同じ考え方をしていた。なお、現代数学の観点では、ゼロ除算はいかなるアプローチから定義を試みようとも必ず破綻に至るとして、「値を定義し得ないため、計算は不可能である」との見解で一致している。詳細はゼロ除算を参照。

## 数学
バースカラ2世の数学への貢献には、以下のようなものがある。
- ピタゴラスの定理の証明。同じ領域の面積を2種類の方法で計算し、項を相殺させて消すことで a2 + b2 = c2 という式を導いた。
- 『リーラーヴァティ』において、二次方程式、三次方程式、四次方程式の解を示した。
- 線形および二次の方程式で整数解を求める方法（クッタカ法）。17世紀ルネサンス期のヨーロッパの数学者と同じ方法である。
- ax2 + bx + c = y という形式の方程式を解くチャクラバーラ法 (Chakravala method) 。この方程式は1657年にウィリアム・ブラウンカーが解いたとされていたが、彼の方法はチャクラバーラ法よりも複雑だった。
- ペル方程式と呼ばれる x2 − ny2 = 1 という形式の方程式の整数解を求める方法を示した。
- 変数が複数ある二次方程式を解き、負数と無理数の解を発見した。
- 解析学の基本概念。
- 微分法の基本概念と積分法の元となる貢献。導関数と微分係数を発見。平均値の定理の特殊な場合であるロルの定理を発見。平均値の定理と思われる記述も著作の中に見つかっている。
- 三角関数の導関数を計算。
- 『シッダーンタ・シローマニ』の中で、いくつかの三角法と共に球面三角法を展開している。

### 算術
バースカラ2世の算術についての著書『リーラーヴァティ』は、定義、算術用語、利子計算、算術級数と幾何級数、平面幾何学、立体幾何学、日時計の影、不変方程式の解法、組合せなどを扱っている。
『リーラーヴァティ』は13章からなり、算術だけでなく代数学や幾何学も扱い、一部は三角法や求積法を扱っている。具体的には、次のような内容がある。
- 定義
- ゼロの性質（除法を含むゼロの演算規則）
- その他の数に関すること。負数や無理数（冪根）を含む。
- 円周率の近似値。
- 算術。乗法や平方など。
- 逆三数法 (inverse rule of three)。3だけでなく、5, 7, 9, 11 に拡張。
- 利子計算に関する問題。
- 算術級数と幾何級数。
- 平面の幾何学。
- 立体の幾何学。
- 組合せ数学（順列と組合せ）。
- 線型および二次の不定方程式の整数解の求め方（クッタカ）。これについては、17世紀ルネサンス期のヨーロッパの数学者と同じ解法を示しており、非常に重要である。バースカラ2世の解法は、アーリヤバタなど先人の成果に基づくものだった。

彼の著書は体系化、解法の改善、新たな問題の導入などの点が優れている。さらに『リーラーヴァティ』には素晴らしい例題もあり、バースカラ2世は『リーラーヴァティ』で学ぶ学生にその内容を具体的に役立てて欲しいと意図していたとも思われる。

### 代数学
『ビージャガニタ』（代数学）は12章からなる。正の数に（正と負の）2つの平方根があることを初めて示した文書である。次のような内容を含む。
- 正数と負数
- ゼロ
- 未知数
- 未知の数量の決定
- 冪根と無理数
- クッタカ法（不定方程式およびディオファントス方程式の解法）
- 単純な方程式（二次、三次、四次）
- 複数の変数のある単純な方程式
- 不定二次方程式（ax2 + b = y2 という形式のもの）
- 二次、三次、四次の不定方程式の解法
- 二次方程式
- 複数の変数のある二次方程式
- 複数の変数の積の操作

バースカラ2世は ax2 + bx + c = y という形式の不定二次方程式の解法としてチャクラバーラ法を導き出した。ペル方程式と呼ばれる Nx2 + 1 = y2 という形式の問題の整数解を求めるバースカラ2世の方法も重要である（こちらもチャクラバーラ法）。

### 三角法
『シッダーンタ・シローマニ』（1150年）では、三角法を扱っており、正弦関数の数表や各種三角関数の関係も記している。また、いくつかの興味深い三角法に混じって球面三角法も発見している。バースカラ2世以前のインドの数学者は三角法を計算の道具としか見ていなかったが、バースカラ2世自身は三角法に大きな興味を持っていたように思われる。三角関数の加法定理といわれる {\displaystyle \sin \left(a+b\right)} や {\displaystyle \sin \left(a-b\right)} なども扱っている。

### 微分積分学
『シッダーンタ・シローマニ』は天文学を中心に扱っているが、それ以前の著作にはない様々な理論が含まれている。特に、いくつかの三角法の成果に沿った微分法や解析学の基本概念、積分法の考え方などが見られる。
その著作から、バースカラ2世は微分法のいくつかの考え方を知っていたと見られている。しかし、それら成果の使い方を理解していなかったと見られ、そのために数学史家からは一般に無視されている。バースカラ2世は関数の極値で微分係数がゼロになることを示唆しており、無限小の概念を知っていたことを示している。
- ロルの定理の原型が著作に見られる。
  - {\displaystyle f\left(a\right)=f\left(b\right)=0} であるとき、{\displaystyle \ a<x<b} という範囲のある {\displaystyle \ x} で {\displaystyle f'\left(x\right)=0} となる。
- {\displaystyle x\approx y} なら {\displaystyle \sin(y)-\sin(x)\approx (y-x)\cos(y)} となるという結果を得ている。正弦関数の導関数を見つけたことになるが、それを微分として一般化しようとしていない[5]。
  - バースカラ2世は黄道上の位置角を求めるのに使っている。これは、食が起きる時刻を正確に予測するのに必要だった。
- 惑星の瞬間的な運行を計算するにあたって、惑星の位置を1⁄33750秒以下の間隔で測定しており、このような無限小の時間単位で速度を測定していた。
- 彼は、変数が極大値となったとき微分係数が消える（ゼロになる）ことに気づいていた。
- また、惑星が地球から最も遠い位置にあるとき、あるいは最も近い位置にあるとき、惑星が見かけ上一定速度で運行すると仮定して計算した位置と実際の位置の差がゼロになることを示した。そこで彼は、その差分を示す式と実際の運行の差がゼロになる点が中間に存在すると結論付けた。これは解析学の最重要な定理である平均値の定理の考え方と同じであり、今日ではロルの定理から導き出すのが一般的である。平均値の定理は15世紀、バースカラ2世の『リーラーヴァティ』の注釈本であるパラメーシュヴァラ (Parameshvara) の Lilavati Bhasya で発見されている。

マーダヴァ（1340年 - 1425年）と14世紀から16世紀にかけてのケーララ学派 の数学者ら（パラメーシュヴァラを含む）は、バースカラ2世の業績を発展させ、インドにおける微分積分学を発展させていった。

## 天文学
ブラフマグプタが7世紀に発展させた天文モデルを使い、バースカラ2世は恒星年（地球が太陽の周りを一周するのにかかる時間）の長さを（『スールヤ・シッダーンタ』 (Surya Siddhanta) と同じく）365.2588日とするなど、様々な天文学上の量を定義した。現在の測定値は365.2563日で、その差異はたったの3.5分である。
彼の天文学の著書『シッダーンタ・シローマニ』は2つの部分からなる。前半は数学的天文学であり、後半は球面を扱っている。
前半部の12章では、次のような内容を扱っている。
- 惑星の平均経度
- 惑星の真の経度
- 日周運動の3つの問題
- 惑星直列
- 月食
- 日食
- 惑星の緯度
- 出没方程式
- 月の満ち欠け
- 2つの惑星の合
- 惑星と恒星の合

後半は球面に関する13章からなる。次のような内容を扱っている。
- 球面の研究への賛辞
- 球面の性質
- 宇宙誌と地理学
- 惑星の平均運行速度
- 惑星の離心周転円モデル
- 天球儀
- 球面三角法
- 楕円の計算[要出典]
- 惑星の可視性
- 月の満ち欠けの計算
- 天文用器具
- 季節
- 天文計算の問題

## 工学
1150年、バースカラ2世は永久に回り続ける車輪について記述しており、永久機関の古い例の1つとなっている。
バースカラ2世は Yasti-yantra と呼ばれる測定器具を使っていた。単純な棒状になったり、V字型に変形させたりでき、定規と組み合わせて角度を測るのに主に使ったという。